# Issabéry
Issabéry is een gemeente (commune) in de regio Timboektoe in Mali. De gemeente telt 4100 inwoners (2009).
De gemeente bestaat uit de volgende plaatsen:
- Bilal Bankor
- Boss
- Sassa
- Takorkort
- Tiyara
- Toukabangou Djeno
- Toukabangou Tao (hoofdplaats)